# A Cross the Universe
A Cross the Universe är bandet Justices andra album, som släpptes 2008.

## Låtlista
| Nr  | Titel                                                                          | Samplingar | Längd |
| --- | ------------------------------------------------------------------------------ | --- | ----- |
| 1.  | Intro                                                                          | | 0:38  |
| 2.  | Genesis                                                                        | | 7:20  |
| 3.  | Phantom Part 1                                                                 | Innehåller sampling från "Tenebre" från Tenebrae OST-albumet av Goblin | 2:50  |
| 4.  | Phantom Part 1.5                                                               | Innehåller sampling från "Aquatic Dance" av Vangelis | 4:45  |
| 5.  | D.A.N.C.E (Is the Rehearsal Version of "D.A.N.C.E" från japanska utgåvan av †) | | 2:44  |
| 6.  | D.A.N.C.E Part 2                                                               | Innehåller sampling från "D.A.N.C.E. (MSTRKRFT Remix)" | 2:39  |
| 7.  | DVNO                                                                           | Innehåller sampling från "D.A.N.C.E. (Justice Remix)" | 2:58  |
| 8.  | Waters of Nazareth (Prelude)                                                   | Innehåller sampling av "The Fallen (Justice Remix)" av Franz Ferdinand | 2:14  |
| 9.  | Two Minutes to Midnight                                                        | Innehåller sampling av "Don't Let The Man Get You Down (Justice Remix)" av Fatboy Slim | 3:52  |
| 10. | Tthhee Ppaarrttyy                                                              | | 2:47  |
| 11. | Let There Be Lite                                                              | Innehåller samplingar av "Nazis (Justice Remix)" av Mr. Oizo och "Skitzo Dancer" av Scenario Rock                                                                                              | 3:25  |
| 12. | Stress (Auto Remix)                                                            | Innehåller sampling från Devos "Jocko Homo" | 7:38  |
| 13. | We Are Your Friends (Reprise)                                                  | Innehåller samplingar från "Atlantis To Interzone" av Klaxons och "Just One Fix" av Ministry                                                                                                   | 3:42  |
| 14. | Waters of Nazareth                                                             | Innehåller sampling från "Waters of Nazareth (Erol Alkans Durrr Durrr Durrrrrr re-edit)", "Killing In The Name" av Rage Against The Machine och "Human After All (Justice Remix)" av Daft Punk | 6:46  |
| 15. | Phantom Part 2 (Soulwaxremix av Justices låt med samma namn)                   | | 9:54  |
| 16. | Encore                                                                         | Innehåller sampling från "We Are Your Friends" | 1:07  |
| 17. | NY Excuse (Justice-remix av Soulwax låt med samma namn)                        | | 6:13  |
| 18. | Final                                                                          | Innehåller sampling från "Master of Puppets" av Metallica | 2:55  |

## Listplaceringar
| Lista (2008-2010)   | Topplacering |
| ------------------- | ------------ |
| Belgien (Flandern)  | 39           |
| Belgien (Vallonien) | 42           |
| Frankrike           | 94           |
| Nederländerna       | 34           |

### Fotnoter
1. ↑  ”Listplacering”. http://www.ultratop.be/nl/showitem.asp?interpret=Justice&titel=A+Cross+The+Universe&cat=a. Läst 3 juli 2011.
2. ↑  ”Listplacering”. http://www.ultratop.be/fr/showitem.asp?interpret=Justice&titel=A+Cross+The+Universe&cat=a. Läst 3 juli 2011.
3. ↑  ”Listplacering”. http://lescharts.com/showitem.asp?interpret=Justice&titel=A+Cross+The+Universe&cat=a. Läst 3 juli 2011.
4. ↑  ”Listplacering”. http://dutchcharts.nl/showitem.asp?interpret=Justice&titel=A+Cross+The+Universe&cat=a. Läst 3 juli 2011.